# Grens
Grens é uma comuna da Suíça, situada no distrito de Nyon, no cantão de Vaud. Tem 2,54 km² de área e sua população em 2018 foi estimada em 389 habitantes.